# Momen Zakaria
Moamen Zakaria, scritto anche Mo'men Zakaria (in arabo مؤمن زكريا‎?; Sohag, 12 aprile 1988), è un ex calciatore egiziano.
Si è ritirato nel 2020 dopo la diagnosi di una rara forma di SLA.

## Caratteristiche tecniche
Trova la sua collocazione ideale nel ruolo di trequartista, anche se all'occorrenza può essere adattato ad ala destra. Ha dichiarato di ispirarsi a Mohamed Aboutreika.

## Carriera

### Club
Muove i suoi primi passi nel settore giovanile dell'Al-Ahly. Il 20 settembre 2013 passa in prestito per una stagione e mezzo allo Zamalek. Il 9 novembre la squadra si aggiudica la Coppa d'Egitto.
Il 31 dicembre 2014 l'Al-Ahly annuncia di averne acquistato il cartellino per 5 milioni di sterline. Il calciatore si lega ai Red Devils per mezzo di un contratto quinquennale.
Il 15 ottobre 2015 l'Ahly si impone per 3-2 contro lo Zamalek (grazie anche ad una sua rete) nel Derby del Cairo, vincendo la Supercoppa d'Egitto. Il 4 gennaio 2018 passa in prestito oneroso all'Al-Ahli, in Arabia Saudita.

### Nazionale
Il 30 agosto 2014 esordisce - da titolare - con la selezione dei Faraoni in Egitto-Kenya (1-0), partita amichevole disputata a Aswan. Viene sostituito al 34' della ripresa da Omar Gaber.

## Statistiche

### Presenze e reti nei club
Statistiche aggiornate al 5 marzo 2018.
| Stagione                 | Squadra                  | Campionato               | Campionato | Campionato | Coppe nazionali | Coppe nazionali | Coppe nazionali | Coppe continentali | Coppe continentali | Coppe continentali | Altre coppe | Altre coppe | Altre coppe | Totale | Totale |
| Stagione                 | Squadra                  | Comp                     | Pres       | Reti       | Comp            | Pres            | Reti            | Comp               | Pres               | Reti               | Comp        | Pres        | Reti        | Pres   | Reti   |
| ------------------------ | ------------------------ | ------------------------ | ---------- | ---------- | --------------- | --------------- | --------------- | ------------------ | ------------------ | ------------------ | ----------- | ----------- | ----------- | ------ | ------ |
| 2009-2010                | El-Entag El-Harby        | PL                       | 25         | 3          | CE              | 4               | 0               | -                  | -                  | -                  | -           | -           | -           | 29     | 3      |
| 2010-gen. 2011           | El-Entag El-Harby        | PL                       | 11         | 1          | CE              | 1               | 0               | -                  | -                  | -                  | -           | -           | -           | 12     | 1      |
| Totale El-Entag El-Harby | Totale El-Entag El-Harby | Totale El-Entag El-Harby | 36         | 4          |                 | 5               | 0               |                    | -                  | -                  |             | -           | -           | 41     | 4      |
| gen.-giu. 2011           | Al-Masry                 | PL                       | 9          | 0          | CE              | -               | -               | -                  | -                  | -                  | -           | -           | -           | 9      | 0      |
| 2011-2012                | Al-Masry                 | PL                       | 13         | 2          | -               | -               | -               | -                  | -                  | -                  | -           | -           | -           | 13     | 2      |
| Totale Al-Masry          | Totale Al-Masry          | Totale Al-Masry          | 22         | 2          |                 | -               | -               |                    | -                  | -                  |             | -           | -           | 22     | 2      |
| 2012-2013                | ENPPI                    | PL                       | 15         | 6          | CE              | 1               | 1               | CC                 | 6                  | 0                  | SE          | 1           | 0           | 23     | 7      |
| 2013-2014                | Zamalek                  | PL                       | 20+3       | 2          | CE+CE           | 4+4             | 0               | CCL                | 11                 | 3                  | -           | -           | -           | 42     | 5      |
| 2014-gen. 2015           | Zamalek                  | PL                       | 15         | 7          | CE              | 0               | 0               | CC                 | 0                  | 0                  | SE          | 0           | 0           | 15     | 7      |
| Totale Zamalek           | Totale Zamalek           | Totale Zamalek           | 35+3       | 9          |                 | 8               | 0               |                    | 11                 | 3                  |             | 0           | 0           | 57     | 12     |
| gen.-giu. 2015           | Al-Ahly                  | PL                       | 14         | 7          | CE              | 4               | 1               | CCL+CC             | 4+8                | 2+1                | SE+SA       | 0+1         | 0           | 31     | 10     |
| 2015-2016                | Al-Ahly                  | PL                       | 32         | 12         | CE              | 3               | 1               | CCL                | 10                 | 0                  | SE          | 1           | 1           | 46     | 14     |
| 2016-2017                | Al-Ahly                  | PL                       | 29         | 8          | CE              | 4               | 2               | CCL+ACL            | 12+0               | 3                  | SE          | 1           | 0           | 46     | 13     |
| 2017-gen. 2018           | Al-Ahly                  | PL                       | 13         | 2          | CE              | 0               | 0               | CCL                | 0                  | 0                  | SE          | 1           | 0           | 14     | 2      |
| Totale Al-Ahly           | Totale Al-Ahly           | Totale Al-Ahly           | 88         | 29         |                 | 11              | 4               |                    | 34                 | 6                  |             | 4           | 1           | 137    | 40     |
| gen.-giu. 2018           | Al-Ahli                  | SPL                      | 4          | 1          | CPC             | -               | -               | ACL                | 3                  | 0                  | KCC         | 2           | 2           | 9      | 3      |
| Totale carriera          | Totale carriera          | Totale carriera          | 203        | 51         |                 | 25              | 5               |                    | 54                 | 9                  |             | 7           | 3           | 289    | 68     |

### Cronologia presenze e reti in Nazionale
| Cronologia completa delle presenze e delle reti in nazionale ― Egitto | Cronologia completa delle presenze e delle reti in nazionale ― Egitto | Cronologia completa delle presenze e delle reti in nazionale ― Egitto | Cronologia completa delle presenze e delle reti in nazionale ― Egitto | Cronologia completa delle presenze e delle reti in nazionale ― Egitto | Cronologia completa delle presenze e delle reti in nazionale ― Egitto | Cronologia completa delle presenze e delle reti in nazionale ― Egitto | Cronologia completa delle presenze e delle reti in nazionale ― Egitto |
| Data                                                                  | Città                                                                 | In casa                                                               | Risultato                                                             | Ospiti                                                                | Competizione                                                          | Reti                                                                  | Note                                                                  |
| --------------------------------------------------------------------- | --------------------------------------------------------------------- | --------------------------------------------------------------------- | --------------------------------------------------------------------- | --------------------------------------------------------------------- | --------------------------------------------------------------------- | --------------------------------------------------------------------- | --------------------------------------------------------------------- |
| 30-08-2014                                                            | Aswan                                                                 | Egitto                                                                | 1 – 0                                                                 | Kenya                                                                 | Amichevole                                                            | -                                                                     | 79’                                                                   |
| 19-11-2014                                                            | Monastir                                                              | Tunisia                                                               | 2 – 1                                                                 | Egitto                                                                | Qual. Coppa d'Africa 2015                                             | -                                                                     | 64’                                                                   |
| 26-03-2015                                                            | Il Cairo                                                              | Egitto                                                                | 2 – 0                                                                 | Guinea Equatoriale                                                    | Amichevole                                                            | -                                                                     | 83’                                                                   |
| 06-09-2015                                                            | N'Djamena                                                             | Ciad                                                                  | 1 – 5                                                                 | Egitto                                                                | Qual. Coppa d'Africa 2017                                             | -                                                                     | 65’                                                                   |
| 11-10-2015                                                            | Abu Dhabi                                                             | Egitto                                                                | 3 – 0                                                                 | Zambia                                                                | Amichevole                                                            | -                                                                     | 46’                                                                   |
| 14-11-2015                                                            | N'Djamena                                                             | Ciad                                                                  | 1 – 0                                                                 | Egitto                                                                | Qual. Mondiali 2018                                                   | -                                                                     | 82’                                                                   |
| 17-11-2015                                                            | Alessandria d'Egitto                                                  | Egitto                                                                | 4 – 0                                                                 | Ciad                                                                  | Qual. Mondiali 2018                                                   | -                                                                     | 84’                                                                   |
| 29-01-2016                                                            | Aswan                                                                 | Egitto                                                                | 2 – 0                                                                 | Libia                                                                 | Amichevole                                                            | -                                                                     |                                                                       |
| 27-02-2016                                                            | Alessandria d'Egitto                                                  | Egitto                                                                | 2 – 0                                                                 | Burkina Faso                                                          | Amichevole                                                            | -                                                                     | 54’                                                                   |
| 04-06-2016                                                            | Dar es Salaam                                                         | Tanzania                                                              | 0 – 2                                                                 | Egitto                                                                | Qual. Coppa d'Africa 2017                                             | -                                                                     | 77’                                                                   |
| 13-11-2016                                                            | Alessandria d'Egitto                                                  | Egitto                                                                | 2 – 0                                                                 | Ghana                                                                 | Qual. Mondiali 2018                                                   | -                                                                     | 90+2’                                                                 |
| 27-03-2018                                                            | Zurigo                                                                | Egitto                                                                | 0 – 1                                                                 | Grecia                                                                | Amichevole                                                            | -                                                                     | 46’                                                                   |
| Totale                                                                |                                                                       | Presenze                                                              | 12                                                                    |                                                                       | Reti                                                                  | 0                                                                     |                                                                       |

## Palmarès

### Club
- Coppa d'Egitto: 3

Zamalek: 2013, 2014
Al-Ahly: 2017
- Supercoppa d'Egitto: 2

Al-Ahly: 2015, 2017
- Campionato egiziano: 2

Al-Ahly: 2015-2016, 2016-2017

### Individuale
- Egyptian Premier League Team of the Year: 2[13][14]

2014-2015, 2015-2016